# Une course de fantôme
 (mars 2020).
Une course de fantôme (Big Game Haunt) est un dessin animé de la série Merrie Melodies réalisé par Alex Lovy et sorti en 1968. il met en scène Cool Cat et le colonel Rimfire.

## Synopsis
Le colonel Rimfire poursuit Cool Cat à travers une maison hantée. La raquette qu'ils fabriquent réveille un fantôme nommé Spooky. Spooky veut juste être ami, mais Cool Cat et le colonel veulent juste s'éloigner de lui.